# Юрчихін Федір Миколайович
Юрчихін Федір Миколайович (3 січня 1959, Батумі, Грузинська РСР) — російський космонавт (423-й космонавт світу і 98-й космонавт Росії). Герой Російської Федерації, Льотчик-космонавт Російської Федерації.
Кількість польотів — 5. Число виходів у відкритий космос — 6.

## Біографія
Народився у російсько-понтійській родині, прізвище матері — Грамматікопулу. 1976 року закінчив середню школу № 5 ім. академіка С. П. Корольова в Батумі, навчався у фізико-математичному класі. У 1983 році закінчив Московський авіаційний інститут, факультет «Літальні апарати», кафедра № 608 «Проектування аерогідрокосмічних систем», отримав кваліфікацію «інженер-механік». 2001 року закінчив Російську академію державної служби.
З вересня 1983 року працював інженером (з лютого 1991 року — старшим інженером) 115-го ДКБ НВО «Енергія». З листопада 1990 по червень 1991 року був керівником оперативної групи управління плавучого КВП «Космонавт Юрій Гагарін». Працював у Головній оперативній групі управління ЦУПа ведучим програми резервного варіанту, ведучим програми поточної доби, провідним спеціалістом масивів цифрової інформації системи управління рухом, змінним керівником групи планування по вантажному кораблю «Прогресс». У 1995—1997 роках працював помічником керівника польотом за програмою «Мир-НАСА».
Пройшов медичне обстеження в Інституті медико-біологічних проблем (ІМБП) і на засіданні Міжвідомчої комісії (МВК) 15 жовтня 1996 визнаний придатним до спеціальних тренувань. 28 липня 1997 на засіданні Державної міжвідомчої комісії (ГМВК) був рекомендований до зарахування в загін космонавтів РКК «Енергія». 14 жовтня наказом генерального директора РКА був призначений на посаду кандидата в космонавти-випробувачі загону космонавтів РКК «Енергія». З 16 січня 1998 по 26 листопада 1999 проходив загальнокосмічну підготовку в Центру підготовки космонавтів імені Гагаріна і успішно здав всі іспити. 1 грудня 1999 рішенням Міжвідомчої кваліфікаційної комісії йому присвоєно кваліфікацію «космонавт-випробувач». 9 лютого 2000 призначений на посаду космонавта-випробувача загону космонавтів РКК «Енергія».
З 7 лютого 2000 проходив підготовку в РДНДІ ЦПК у складі групи космонавтів за програмою «Міжнародна космічна станція». 1 серпня 2001 на засіданні МВК затверджений як російський член екіпажу шатла для польоту за програмою STS-112/ISS 9A. 17 серпня 2001 призначення було офіційно підтверджено НАСА. У вересні 2001 року приступив до підготовки до польоту в Космічному центрі ім. Джонсона. Федір Юрчихін також працює телеведучим пізнавальної телепрограми «Космос» на цілодобовому інформаційному каналі «Вести 24».

## Перший політ
З 7 по 18 жовтня 2002 року в як фахівець польоту 4 шатлу «Атлантіс» STS-112. Екіпаж проводив роботи на орбіті разом з екіпажем 5-ї основної експедиції МКС. Під час польоту вперше у світовій практиці брав участь в переписі населення, перебуваючи на орбіті.
У травні 2006 року рішенням Федерального космічного агентства Росії (Роскосмос), ЦПК і РКК «Енергія» в попередньому порядку призначений в основний екіпаж МКС-15, разом з Олегом Котовим і Клейтон Андерсон (США). На початку червня 2006 Роскосмос і НАСА остаточно сформували екіпажі 15-ї основної експедиції на МКС. В основній екіпаж були включені Федір Юрчихін, Олег Котов і Клейтон Андерсон (США). Старт 15-ї експедиції на кораблі «Союз ТМА-10» спочатку був запланований на березень 2007 року, але потім пересунутий на квітень.
У свій перший політ Федір Юрчишин взяв національний прапор Греції «галанолевко» — на знак любові до своєї історичної батьківщини, а також він через супутниковий зв'язок спілкувався із матір'ю понтійською мовою.

## Другий політ
Стартував 7 квітня 2007 як бортінженер корабля «Союз ТМА-10» і командир екіпажу МКС за програмою 15-ї основної експедиції, разом з Олегом Котовим і Чарльзом Сімоні. 9 квітня 2007 «Союз ТМА-10» зістикувався з МКС, і екіпаж приступив до виконання програми робіт на станції. Під час польоту зробив три виходи у відкритий космос: 30.05.2007 — тривалістю 5 годин 25 хвилин. Під час виходу космонавти встановили додаткові протиметеоритні панелі на російському сегменті МКС і замінили старий високочастотний кабель на новий. 06.06.2007 — тривалістю 5 годин 38 хвилин. Під час виходу космонавти змонтували на модулі «Пірс» платформу з трьома контейнерами наукової апаратури і провели роботи на модулі «Зірка». 24.07.2007 — тривалістю 7 годин 41 хвилина. Під час виходу космонавти успішно провели демонтаж резервуару для амонію.
21 жовтня 2007 капсула з екіпажем 15-ї експедиції МКС Олегом Котовим і Федором Юрчихиним, а також першим космонавтом Малайзії Шейх Музафар Шукор приземлився на північ від міста Аркалик (Казахстан). Через пошкодження кабелю, що з'єднував пульт управління спуском з апаратурою «Союз ТМА-10», стався некерований балістичний спуск спускового апарата. Капсула приземлилася за 70 кілометрів від запланованого місця посадки, космонавти випробували перевантаження до дев'яти одиниць.

## Третій політ
7 квітня 2010 року Керівник Роскосмосу О. М. Пермінов Федерального космічного агентства (Роскосмос) заявив про затвердження складу основного екіпажу «Союз ТМА-19»: російський космонавт Федір Юрчихін (командир екіпажу), астронавти НАСА (США) Шеннон Вокер і Дуглас Вілок. Позивні екіпажу — «Олімп». Існує припущення, що авторство позивних належить Федору Юрчихіну. Політ успішно розпочався 16 червня 2010 року о 01:35 за московським часом з Байконура. Космонавти мали приєднатись до іншої орбітальної групи, у складі якої росіяни Олександр Скворцов, Михайло Корнієно і американка Трейсі Колдуелл-Дайсон. Тривалість польоту — 5 місяців. У черговий третій політ Федора Юрчихіна проводжала й делегація греків на чолі із номархом Салонік Панайотіс Псоміадіс.
Корабель підійшов до МКС після двох діб автономного польоту на навколоземній орбіті. Подальше зближення зі станцією, її обліт, зависання і причалювання виконані в автоматичному режимі. Дотик причалу стикувального вузла агрегатного відсіку службового модулю «Зірка» російського сегменту станції відбувсь о 2:21 за московським часом 19 червня 2010 року. Перебуваючи на орбітальній станції, Федір Юрчихін вів блог.
Третій політ Федора Юрчихіна завершився 26 листопада 2010 року. За 5,5 місяців експедиції екіпаж виконав на станції ряд робіт з підтримки працездатності МКС, а також за програмою науково-прикладних досліджень і експериментів. У ході експедиції проведено два виходи у відкритий космос за російською програмою.

## Четвертий політ
Стартував 29 травня 2013 року як командир космічного корабля «Союз ТМА-09М». Працював на Міжнародній космічній станції у складі екіпажу МКС-36. Повернувся на Землю після 163 діб польоту 11 листопада 2013 року.

## П'ятий політ
Стартував 20 квітня 2017 року як командир космічного корабля «Союз МС-04». Працював на МКС у складі експедицій МКС-51 і МКС-52. 17 серпня 2017 року разом з Сергієм Рязанським здійснив вихід у відкритий космос тривалістю 7 год. 34 хв. Політ завершив 2 вересня 2017 року у складі екіпажу Союз МС-04, який повернувся на Землю. Тривалість польоту для Ф. Юрчихіна склала 136 діб.

## Звання та нагороди
- Герой Російської Федерації (Указ Президента Російської Федерації № 1520 від 23 жовтня 2008 року)
- Льотчик-космонавт Російської Федерації (Указ Президента Російської Федерації № 1082 від 21 вересня 2003 року)
- Орден Дружби (Указ Президента Російської Федерації № 1082 від 21 вересня 2003 року)
- Медаль «За заслуги в проведенні Всеросійського перепису населення» (2003)
- Медаль «За космічний політ» (NASA Space Flight Medal).